# Cañadas del Bosque
Cañadas del Bosque är en ort i Mexiko.   Den ligger i kommunen Morelia och delstaten Michoacán de Ocampo, i den södra delen av landet, 210 km väster om huvudstaden Mexico City. Cañadas del Bosque ligger 1 951 meter över havet och antalet invånare är 820.
Terrängen runt Cañadas del Bosque är kuperad söderut, men norrut är den platt. Terrängen runt Cañadas del Bosque sluttar norrut. Runt Cañadas del Bosque är det ganska tätbefolkat, med 124 invånare per kvadratkilometer. Närmaste större samhälle är Morelia, 9,1 km väster om Cañadas del Bosque. I omgivningarna runt Cañadas del Bosque växer huvudsakligen savannskog.